# Sirena chilota

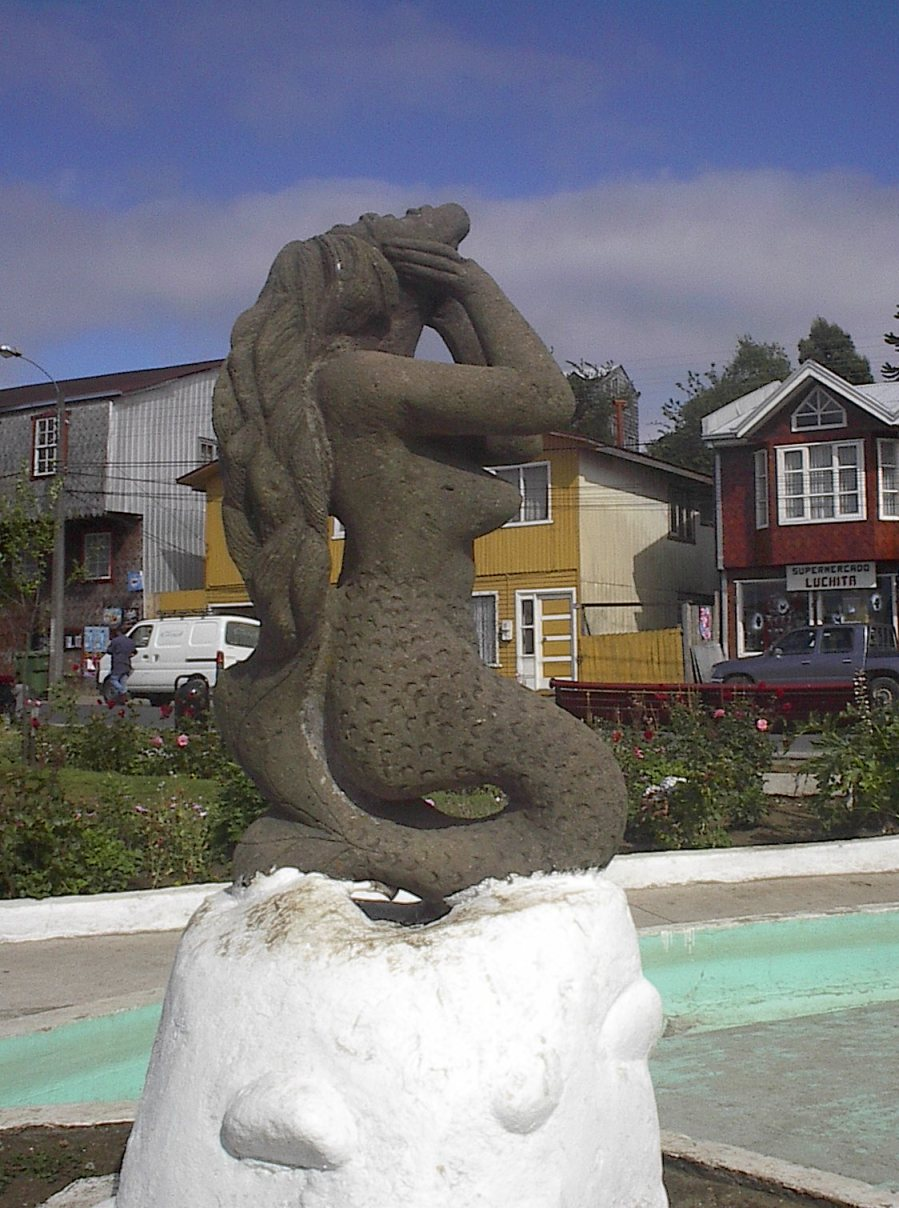
Escultura de la Sirena Chilota en la plaza de Chonchi.

La sirena chilota es un ser acuático perteneciente a la mitología de Chiloé. Posiblemente su origen se deba a la unión del mito de las Sirenas de la mitología europea, y de las Sumpall de la mitología mapuche.

## Apariencia
La sirena chilota se caracteriza por tener un cuerpo mitad pez y mitad mujer. Su parte humana tendría el aspecto de una adolescente muy hermosa, de larga cabellera dorada como el oro, y de un encanto y dulzura incomparables. La parte de pez tendría escamas de un color dorado.

## Leyenda
Los chilotes, especialmente los pescadores, cuentan en sus leyendas que la Sirena chilota, sería la hija menor del Millalobo y la Huenchula. Encomendada por su padre, tendría como tarea cuidar a todos los peces, como una pastora de ellos. Igualmente ayudaría a sus hermanos (la Pincoya y el Pincoy) a llevar los cuerpos de las personas ahogadas, hacia el Caleuche, para que revivan y sean felices.
Esta bella sirena habitaría comúnmente cerca de la isla Laitec; y en la noches de luna, si el marinero tiene suerte, puede observar a la sirena chilota sentada sobre los roquerios, y con su peine de oro, peinándose su dorada cabellera. Pero esta sirena debe ser observada de lejos, ya que estaría cantando canciones de amor, que atraen a los marineros.
Igualmente, en algunas ocasiones puede verse nadar cerca de las embarcación de algún pescador que sea de su agrado; al cual le proporcionaría abundante pesca para tratar de conseguir que el pescador le retribuya el obsequio con su amor.
El hombre que se acerca a ella atraído por su gran belleza, cae inmediatamente ante el bello embrujo de esta sirena; y aunque trate de alejarse de ella, luego de darse cuenta de que ella posee una parte de pez, la Sirena llorará y entre su llanto le contará su triste historia de soledad, hasta lograr seducir al hombre. Tras ser atraídos, la sirena chilota usa sus hechizos para llevarlos al fondo del mar, al palacio de los mares, donde ella habita junto a su familia. Si el hombre se ha sumergido bajo el agua, debido a los hechizos recibidos, él ya no podrá volver a su antigua vida en la tierra; pero a cambio de vivir con la sirena chilota, el hombre recibirá riquezas inmensas.
Los hombres que por diversos motivos, la sirena chilota ya no los desea y son liberados, y si al estar en el mar han llegado a tener relaciones con ella; luego, al formar un nuevo hogar en la tierra, producto de su relación y el efecto de los hechizos recibidos, sus descendientes nacerán con una cola de pez; enterándose todo el pueblo que ese hombre estuvo con la sirena chilota.

## En la cultura popular
La sirena chilota tiene un rol relevante en la película Caleuche, donde la protagonista (Isabel Millalobos) aparece estrechamente vinculada a ella, producto de un origen familiar asociado a favores del barco fantasma insular.